# Vendœuvres
Vendœuvres là một xã ở tỉnh Indre ở miền trung nước Pháp. Xã này có diện tích 96,45 km², dân số năm 1999 là 1018 người. Khu vực này có độ cao trung bình 126 mét trên mực nước biển.
Thị trấn này nằm trong công viên tự nhiên vùng Brenne.